# Actinote nordestina
Actinote nordestina är en fjärilsart som beskrevs av D'almeida 1935. Actinote nordestina ingår i släktet Actinote och familjen praktfjärilar. Inga underarter finns listade i Catalogue of Life.